# 朗普祖尔
朗普祖尔（法語：Lempzours）是法国多尔多涅省的一个市镇，位于该省中北部，属于农特龙区。该市镇总面积10.87平方公里，2009年时的人口为156人。

## 人口
朗普祖尔人口变化图示